# Labyrinthe (Miró)
Pour les articles homonymes, voir Labyrinthe (homonymie).
Le Labyrinthe Miró est l'ensemble de sculptures et de céramiques réalisées entre 1961 et 1981 par Joan Miró sur commande de Marguerite et Aimé Maeght pour la Fondation Maeght de Saint-Paul-de-Vence. Disséminées dans un jardin avec terrasses et vue sur la mer, le labyrinthe est une promenade dans la rêverie de l'artiste, avec sa fantaisie et son humour.

## Contexte
Dès le début des années 1960, Miró participe activement au grand projet d’Aimé et de Marguerite Maeght qui ont établi leur fondation à Saint-Paul-de-Vence. Le couple, inspiré par la visite de l'atelier du peintre à Cala Major, fait appel au même architecte — Josep Lluís Sert — pour la construction du bâtiment et l'aménagement des jardins. Un espace particulier est réservé à Miró. Après une longue méditation, celui-ci se consacre à son Labyrinthe . Il collabore avec Josep et Joan Artigas pour la réalisation des céramiques, et avec Sert pour la conception de l'ensemble. Les œuvres monumentales du labyrinthe ont été créées spécialement pour la fondation. Dans le parcours tracé par Josep Lluís Sert, Miró a d'abord conçu des maquettes qui ont été ensuite réalisées en ciment, en marbre, en fer, en bronze et en céramique. De cet ensemble de sculptures, La Fourche et Le Disque comptent parmi les importantes. La première est réalisée en 1963 (bronze, 507 × 455 × 9 cm) et la seconde en 1973 (céramique, 310 cm de diamètre).

## Description
Le labyrinthe est un jardin d'abord conçu par Miró comme un dédale. « Il s'agissait de s'y perdre, de s'en délivrer, de vaincre le monstre, de jalonner le parcours, et d'y laisser des traces tout en célébrant la lumière. ». Les trois principaux axes verticaux sont constitués : d'un arc colossal en béton qui domine de toute son ampleur la plus haute terrasse, de la fourche en équilibre sur la tête d'un personnage et suspendue très haut en surplomb du chemin de ronde, enfin la vieille tour en pierre sur laquelle l'artiste a réalisé un mur et diverses autres plaques en céramique. Le jeu de la céramique brillante avec la pierre dorée est un défi que l'artiste relève avec l'énorme lézard gris vers qui s'étire sur le mur.
La visite elle-même peut s'effectuer dans n'importe quel sens. On y retrouve d'un hommage à Gaudí avec une table ronde de céramiques grises qui rappellent le parc Güell de Barcelone.
Le jardin lui-même comporte des bassins, des murettes, dans un site exceptionnel suspendu entre les montagnes et la mer, que l'artiste a exploité comme décor.
L'Oiseau lunaire et l'Oiseau solaire font partie de ces très grandes sculptures qui accompagnent une déesse gigantesque dont le sexe peut enfermer la carapace d'une tortue géante. Enfin dans le gigantisme, on remarque l'Œuf qui trône sur la bassin et dont Henri Maldiney dit : « L'œuf cosmique polarise les incertitudes de l'ombre et de la lumière. Plus haut, la porte vivante, entre la bête et le dieu. Nous sommes dans l'entre-deux où les possibles hésitent entre histoire et destin. »